# لحظه (فیلم ۲۰۱۰)
لحظه (به هندی: Lamhaa) فیلمی محصول سال ۲۰۱۰ و به کارگردانی راهول دولاکیا است. در این فیلم بازیگرانی همچون سانجی دات، بیپاشا باسو، انوپم کهیر، کونال کاپور، امان ورما، یاشپال شارما ایفای نقش کرده‌اند.